# Leucopsila stylifera
Leucopsila stylifera är en svampdjursart som beskrevs av Schmidt 1870. Leucopsila stylifera ingår i släktet Leucopsila och familjen Baeriidae.
Artens utbredningsområde är havet utanför Grönland. Inga underarter finns listade i Catalogue of Life.